# Skovbrynet Lyngby
Skovbrynet Lyngby (eller BaseCamp Lyngby) er et boligområde ved Sorgenfri i Lyngby-Taarbæk Kommune. Boligområdet har en markant arkitektonisk stil med en slangeformet boligblok og en rund fællesbygning.
Taget på den store slangeformede boligblok er beplantet og har gangsti. Fra toppen er der vid udsigt til blandt andet Lyngby Sø.
Skovbrynet Lyngby består hovedsageligt at studieboliger, men rummer også 48 seniorboliger, 69 gæsteboliger, 30 kommunale udlejningsboliger og et 1.300 kvadratmeter stort fælleshus.
Skovbrynet Lyngby har adresse på vejen Skovbrynet og ligger umiddelbart ved motorvejen Lyngby Omfartsvej mod vest og Sorgenfri Kirkegård mod øst.
Den ligger således tæt ved Sorgenfri Station og Sorgenfri Torv.
Ejer af bygningerne er den danske virksomhed ST Skovbrynet Student ApS som ejes af virksomheden ST Holdings S.à r.l. fra Luxembourg.
Jesper Dam er en af direktørerne i det danske firma.

## Vurderinger og priser
Skovbrynet Lyngby har modtaget flere arkitekturpriser.
Byggeriet blev vinder i kategorien Bolig for Årets byggeri 2020. Her hed dommerbetænkningen:
| „ | Bygningen har alt i sig, og den er skabt på en flot, anderledes og gennemtænkt facon og med en inddragelse af offentlige kvaliteter og oplevelser, som ikke findes andre steder i Storkøbenhavn. | “ |

Politiken kaldte byggeriet "spektakulært" og arkitekturanmelderen gav byggeriet 4 ud af 6 hjerter.

## Eksterne link
- Hjemmeside